# Книжовник (село)
Книжовник е село в Южна България. То се намира в община Хасково, област Хасково.

## География
Село Книжовник се намира в полите на източните Родопи на 15 км от град Хасково. През него минава железопътната линия Димитровград-Подкова и път 5074. Бивша гара, сега спирка по линията, разполага и с жп прелез, с бариера. Съседни села са Манастир, Жълти бряг и Долно Войводино. Отглеждат се предимно технически и зърнени култури. В близост до селото се намира язовир Книжовник.

## История
Старото име на селото е било Нахутлии, което означава Първо село, по-късно е било преименувано на Идебик, а от 1911 година на днешното си име.

## Население
Численост
Численост на населението според преброяванията през годините:
| \| Година на преброяване \| Численост \| \| --------------------- \| --------- \| \| 1934 \| 1213 \| \| 1946 \| 1172 \| \| 1956 \| 1093 \| \| 1965 \| 1404 \| \| 1975 \| 1131 \| \| 1985 \| 852 \| \| 1992 \| 716 \| \| 2001 \| 600 \| \| 2011 \| 590 \| \| 2021 \| 570 \| |           |
| Година на преброяване | Численост |
| 1934 | 1213      |
| 1946 | 1172      |
| 1956 | 1093      |
| 1965 | 1404      |
| 1975 | 1131      |
| 1985 | 852       |
| 1992 | 716       |
| 2001 | 600       |
| 2011 | 590       |
| 2021 | 570       |

### Етнически състав
Преброяване на населението през 2011 г.
Численост и дял на етническите групи според преброяването на населението през 2011 г.:
|                     | Численост | Дял (в %) |
| Общо                | 590       | 100       |
| Българи             | 519       | 87,96     |
| Турци               | 8         | 1,35      |
| Цигани              | 18        | 3,05      |
| Други               |           |           |
| Не се самоопределят |           |           |
| Неотговорили        | 35        | 5,93      |

## Религии
В центъра на селото, зад училището се намира църквата „Св. св. Кирил и Методий“.

## Обществени институции
- Основно училище „Васил Левски“
- Народно читалище „Изгрев 1900-Книжовник“
- Целодневна детска градина „Калинка“

- Храм „Св. св. Кирил и Методий“
- ОУ „Васил Левски“
- Читалище „Изгрев 1900“
- Пощенският клон
- Паметник на падналите през войните

## Спорт
Стадионът в село Книжовник носи името на легендарния български футболист Петър Жеков.

## Редовни събития
Всяка година на 2 август (Илинден по стар стил) се провежда местният събор. Свети Илия е считан за закрилник на селото. На него е кръстен параклисът, намиращ се до хижа Книжовник.

## Туризъм
Хижа „Книжовник“ се намира на 0,5 км източно от язовир Книжовник. Представлява масивна триетажна сграда с 50 места в един апартамент и стаи с по 2, 3 и повече легла, с етажни санитарни възли и обща баня. Сградата е водоснабдена и електрифицирана, с централно отопление. Разполага с ресторант, бюфет, видео уредба, телевизор, забавни игри. Районът е благоустроен със спортна площадка и плаж на язовира, а теренът е подходящ за къмпинг. Пътят до хижата е асфалтиран, има паркинг.
Хижата от доста време не действа; през 2008 г. е взета от частно лице за десет години. Язовирът също е под аренда.

## Личности
- Петър Жеков, футболист на ЦСКА и треньор.

## Други
Хасковското село Книжовник влезе в Рекордите на Гинес с най-голямата златна обувка, направена за известната личност и гордостта на селото – Петър Жеков, носител на отличието „Златната обувка“ за 1969 година. Откриването ѝ е на празника на селото – 02.08.2010 г.